# Läckeby landskommun
Läckeby landskommun var en tidigare kommun i Kalmar län.

## Administrativ historik
Kommunen bildades som så kallad storkommun vid kommunreformen 1952 genom sammanläggning av de tidigare landskommunerna Förlösa och Åby. Den upphörde 1971, när dess område tillfördes nybildade Kalmar kommun.
Kommunkoden var 0827.

### Kyrklig tillhörighet
I kyrkligt hänseende tillhörde kommunen de två församlingarna Förlösa och Åby.

## Befolkningsutveckling
| Befolkningsutvecklingen i Läckeby landskommun 1951–1969                                          | Befolkningsutvecklingen i Läckeby landskommun 1951–1969 | Befolkningsutvecklingen i Läckeby landskommun 1951–1969 | Befolkningsutvecklingen i Läckeby landskommun 1951–1969 | Befolkningsutvecklingen i Läckeby landskommun 1951–1969 |
| ------------------------------------------------------------------------------------------------ | ------------------------------------------------------- | ------------------------------------------------------- | ------------------------------------------------------- | ------------------------------------------------------- |
|                                                                                                  |                                                         |                                                         |                                                         |                                                         |
| År                                                                                               |                                                         |                                                         | Folkmängd                                               |                                                         |
| 1951                                                                                             | 1951                                                    |                                                         | 2 929                                                   |                                                         |
| 1955                                                                                             | 1955                                                    |                                                         | 2 834                                                   |                                                         |
| 1960                                                                                             | 1960                                                    |                                                         | 2 701                                                   |                                                         |
| 1965                                                                                             | 1965                                                    |                                                         | 2 739                                                   |                                                         |
| 1969                                                                                             | 1969                                                    |                                                         | 3 057                                                   |                                                         |
| Anm: Befolkning den 31 december enligt den administrativa indelningen den 1 januari följande år. |                                                         |                                                         |                                                         |                                                         |

## Geografi
Läckeby landskommun omfattade den 1 januari 1952 en areal av 182,01 km², varav 181,08 km² land.

### Tätorter i kommunen 1960
| Tätort           | Folkmängd |
| ---------------- | --------- |
| Läckeby          | 517       |
| Förlösa          | 360       |
| Lindsdal, del av | 106       |

Tätortsgraden i kommunen var den 1 november 1960 36,3 procent.

## Politik

### Mandatfördelning i valen 1950-1966
| 14 | 13 | 8 |

| 34 |

| 15 | 11 | 9 |

| 31 |

| 14 | 12 | 9 |

| 29 | 6 |

| 15 | 13 | 7 |

| 29 | 6 |

| 15 | 12 |  | 7 |

| 29 | 6 |